# Miltitzia
- Commons
- Wikispecies

Miltitzia é um gênero botânico pertencente à família Hydrophyllaceae.
1. ↑  «Miltitzia — World Flora Online». www.worldfloraonline.org. Consultado em 19 de agosto de 2020